# Günter Sonnenberg (RAF-Mitglied)
Günter Sonnenberg (* 21. Juli 1954 in Karlsruhe) ist ein ehemaliges Mitglied der terroristischen Vereinigung Rote Armee Fraktion (RAF). Er wurde 1978 zu zweimal lebenslanger Freiheitsstrafe verurteilt und 1992 auf Bewährung entlassen.

## Leben
Anfang der 1970er Jahre zog Sonnenberg mit Adelheid Schulz, Christian Klar und Knut Folkerts – die alle später als RAF-Terroristen verurteilt wurden – in eine Wohngemeinschaft in Karlsruhe. Am 5. Januar 1977 wurden er und Christian Klar beim Überschreiten der Grenze zur Schweiz bei Riehen kontrolliert. Darauf kam es zu einer Schießerei, bei der ein Grenzwächter schwer verletzt wurde. Den beiden Männern gelang darauf die Flucht. Sonnenberg wurde der Beteiligung an der Ermordung des Generalbundesanwalts Siegfried Buback und seiner zwei Begleiter am 7. April 1977 verdächtigt.
Sonnenberg wurde am Morgen des 3. Mai 1977 zusammen mit Verena Becker in Singen, August-Ruf-Straße 4, im „Café Hanser“ 47° 45′ 35,1″ N, 8° 50′ 25,4″ O einer Personenkontrolle unterzogen. Als die beiden sich nicht ausweisen konnten, wurden sie zu ihrem Fahrzeug begleitet. Um sich der Festnahme zu entziehen, schossen Sonnenberg und Becker auf die beiden Polizisten. Beide Polizisten wurden verletzt, der Beamte Wolfgang Seliger lebensgefährlich, nachdem Sonnenberg mehrfach aus kurzer Entfernung auf ihn schoss, bis das Magazin seiner Pistole leer war. Die beiden Polizisten gaben dabei keinen Schuss ab. Sonnenberg und Becker waren am Vorabend mit dem Zug von Bonn nach Singen gereist und wollten sich über die grüne Grenze in die Schweiz absetzen. Sonnenberg und Becker konnten durch Kapern eines vorbeifahrenden Autos fliehen. Nach einer Verfolgungsjagd mit der Polizei durch Singen lenkten sie ihr Fahrzeug dann auf einen Feldweg und versuchten, zu Fuß zu entkommen. Die Terroristen konnten jedoch nach einem Schusswechsel festgenommen werden, bei dem Sonnenberg in den Hinterkopf und Becker in den Oberschenkel getroffen wurden. Bei der Festnahme wurde die Waffe sichergestellt, die bei dem Attentat auf Generalbundesanwalt Siegfried Buback benutzt worden war. Einer der Polizisten hatte diese Waffe aufgegriffen und aus ihr den Schuss abgegeben, der Sonnenberg in den Kopf traf. Sonnenberg lag daraufhin vier Wochen im Koma.
Sonnenberg wurde am 26. April 1978 in Stuttgart zu zweimal lebenslanger Freiheitsstrafe verurteilt und am 15. Mai 1992 auf Bewährung entlassen. Das Verfahren gegen Sonnenberg im Fall Buback wurde aus gesundheitlichen Gründen eingestellt. Er war einer der Häftlinge, die im Herbst 1977 durch die Schleyer-Entführung freigepresst werden sollten.
Am 14. Dezember 2007 wurde bekannt, dass die Bundesanwaltschaft für Günter Sonnenberg Beugehaft  beantragt hatte. Damit sollte Sonnenberg dazu gebracht werden, den Namen des Schützen bei dem Buback-Mord zu nennen. Dieser Antrag wurde vom Bundesgerichtshof am 3. Januar 2008 jedoch unter Hinweis auf das eingestellte Verfahren abgelehnt, weil sich Sonnenberg sonst möglicherweise selbst hätte belasten müssen.
Sonnenberg wohnt nach eigenen Angaben in Frankfurt am Main.